# Hecatera latefasciata
Hecatera latefasciata là một loài bướm đêm trong họ Noctuidae.